# Sarsia marii
Sarsia marii är en nässeldjursart som beskrevs av Schierwater och Ernst Eduard Ender 2000. Sarsia marii ingår i släktet Sarsia och familjen Corynidae. Inga underarter finns listade i Catalogue of Life.